# Кызылтал (Акмолинская область)
Кызылтал (каз. Кызылтал, до 199? г. - Пятихатка) — упраздненное село в Жаркаинском районе Акмолинской области Казахстана. Входило в состав Западного сельского округа (ныне село Пригородное). Исключено из учётных данных в 2005 году.

## География
Село располагалось в 45 км на запад от центра района города Державинск.

## Население
В 1999 году население села составляло 34 человека (23 мужчины и 11 женщин).
| Численность населения |
| 1999                  |
| --------------------- |
| 34                    |